# Novaculops halsteadi
Novaculops halsteadi là một loài cá biển thuộc chi Novaculops trong họ Cá bàng chài. Loài này được mô tả lần đầu tiên vào năm 2003.

## Từ nguyên
Từ định danh của loài này được đặt theo tên của Robert A. Halstead, người đã phát hiện đây là một loài chưa được mô tả và đã thu thập mẫu vật của loài cá này ở Papua New Guinea.

## Phạm vi phân bố và môi trường sống
N. halsteadi có phạm vi phân bố ở vùng biển Tây và Trung Thái Bình Dương. Loài này được ghi nhận tại Malaysia, Indonesia, Papua New Guinea, trải dài lên phía bắc đến vùng biển Nam Nhật Bản, Guam và đảo Wake, về phía nam đến rạn san hô Holmes (Úc), Vanuatu và New Caledonia, xa về phía đông đến đảo Tahiti (thuộc quần đảo Société).
N. halsteadi sống trên nền đáy cát lẫn đá sỏi ở độ sâu khoảng từ 15 đến 55 m, nhưng thường được quan sát ở độ sâu từ 30 m trở xuống.

## Mô tả
Chiều dài cơ thể tối đa được ghi nhận ở N. halsteadi là 12 cm. Cá đực có màu tím xám ở thân trên, vảy màu xanh lam óng viền đỏ; ngực, bụng và thân dưới màu xanh lam nhạt. Vùng thân giữa đường bên và gốc vây ngực có màu vàng nhạt, vảy ở vùng thân này có viền màu lam nhạt. Một đốm đen viền trắng nằm bên dưới vảy thứ 7 của đường bên. Cuống đuôi màu đỏ hồng. Má và mang ánh xanh. Vây lưng trước màu tím xám, phía sau màu đỏ nhạt. Vây hậu môn và vây bụng có màu cam nhạt. Màng vây đuôi màu đỏ, trong mờ. Vây ngực màu tím nhạt.
Cá con và cá cái có màu cam nhạt hoặc trắng xanh; vảy viền đỏ nhạt. Một dải màu nâu đỏ từ phía trên mắt dọc theo lưng, thường có một dải màu trắng bên dưới. Một số cá cái có thể có một đốm đen mờ ở đường bên phía trên vây ngực.
Số gai ở vây lưng: 9; Số tia vây ở vây lưng: 12; Số gai ở vây hậu môn: 3; Số tia vây ở vây hậu môn: 12; Số tia vây ở vây ngực: 12; Số gai ở vây bụng: 1; Số tia vây ở vây bụng: 5.

## Hành vi và sinh thái
Thức ăn của N. halsteadi là các loài thủy sinh không xương sống nhỏ. Chúng sống đơn độc, bơi gần các rạn san hô, hoặc có thể hợp thành từng nhóm nhỏ với một con đực trưởng thành đứng đầu cùng với bầy cá cái trong hậu cung của nó.

### Trích dẫn
- "Xyrichtys halsteadi, a new labrid fish from the central and western Pacific" (PDF). Bulletin of Marine Science. Quyển 72 số 3. 2003. tr. 971–977. {{Chú thích tạp chí}}: Đã bỏ qua tham số không rõ |authors= (trợ giúp)